# Bolré
Bolré (en néerlandais : Bolder) (en limbourgeois : Boolder) est un village dans la commune belge de Riemst, qui fait partie de la section de Sichem-Sussen-et-Bolré.
Le nom Bolré vient de bollaar, ce qui signifie colline argileuse.
Traditionnellement, Bolré, avec Mheer, a formé la seigneurie appartenant au comté de Looz de Mheer et Bolré (en néerlandais : Meer en Bolder). Les seigneurs vivaient dans une ferme du château (1621) connue aujourd'hui sous le nom de Hof de Méan. La famille qui avait cette seigneurie depuis 1588 porte donc le nom de Méan. Auparavant, la seigneur appartenait à la famille Van Guigoven.
En 1796, la seigneurie a été dissoute et Bolré a rejoint la commune alors formée de Sichem-Sussen-Bolré, tandis que Mheer a fusionné dans la commune de Falle-et-Mheer.
Bolré n'a jamais connu d'église.
Bolré est situé à Hesbaye sèche, à une altitude d'environ 100 mètres.

## Villages à proximité
Heukelom, Riemst, Falle-et-Mheer, Sichen, Sussen